# جغرافیای کامبوج

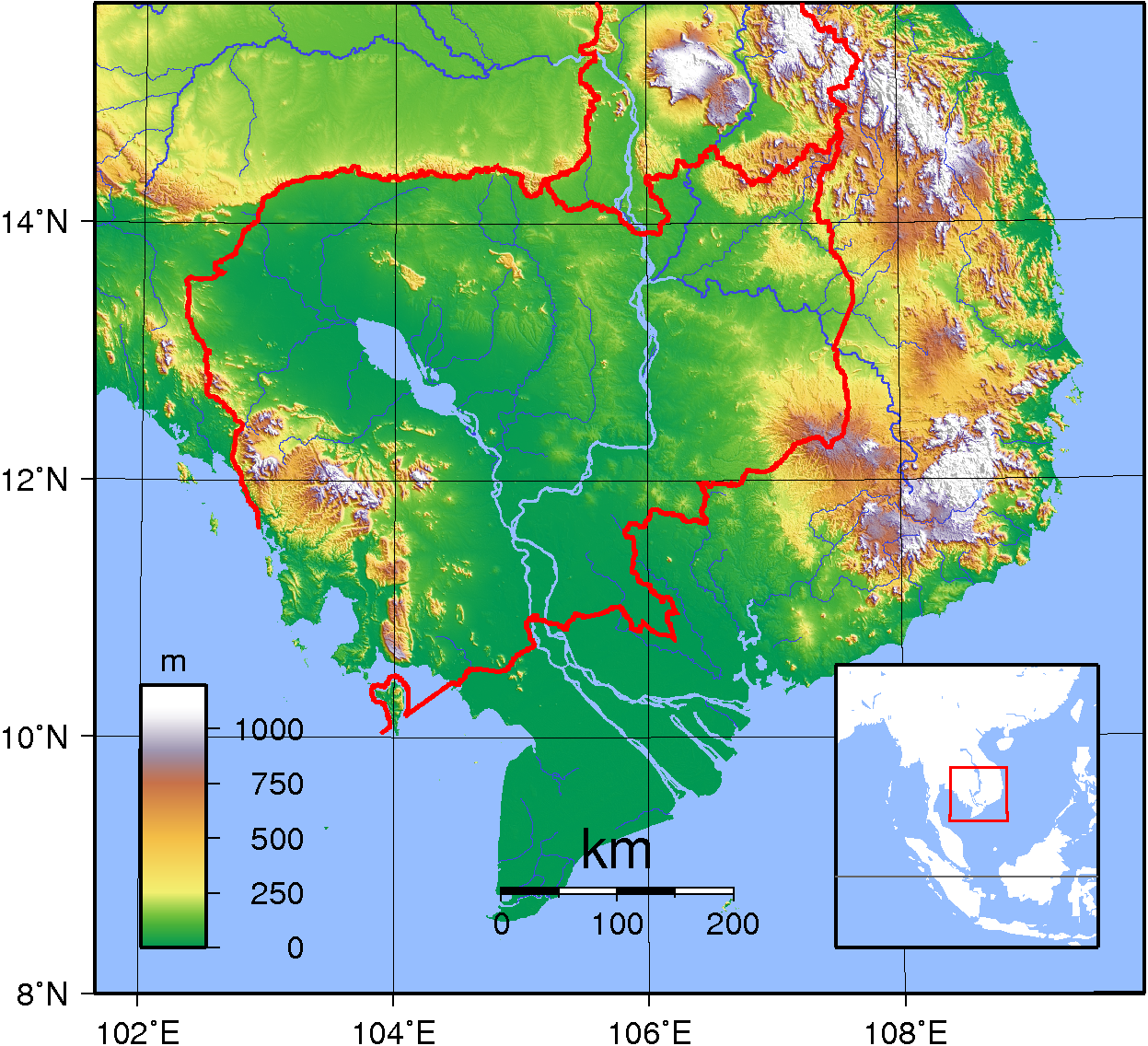
نقشه توپوگرافیک کامبوج.

مساحت کامبوج ۱۸۱٬۰۳۵ کیلومتر مربع است. این کشور از سمت شمال و غرب و جنوب با تایلند، از سمت شرق با ویتنام، و از نواحی شمالی با لائوس هم‌مرز است. کامبوج به خلیج سیام و آبراه‌های ویتنام دسترسی دارد.
از سوی جنوب، کامبوج در کرانه خلیج تایلند دارای یک خط ساحلی حدود ۴۴۱ کیلومتری است. به‌جز در جنوب شرقی، همه مرزهای کامبوج را مناطق کوهستانی کم‌ارتفاع تشکیل می‌دهند. در میانه این مرزها دشت بزرگی قرار دارد که قلب سرزمین کامبوج را تشکیل می‌دهد.
این دشت که سیل‌های پرشمار در طول تاریخ خاک آن را بسیار حاصلخیز کرده‌اند متراکم‌ترین بخش کامبوج از نظر جمعیت است و برنجکاری اصلی‌ترین فعالیت کشاورزی در آن را تشکیل می‌دهد.
رودخانه مکونگ، که جریان آن از لائوس در شمال به سوی ویتنام در جنوب شرقی است این منطقه را آبیاری می‌کند.
در مرکز این دشت و در شمال غرب کامبوج دریاچه «تونله ساپ» (به معنی دریاچه بزرگ 'در زبان خمر) قرار دارد. در فصل خشک جریان آب از طریق رودخانه «تونله ساپ» به مکونگ می‌ریزد. در فصل مرطوب، به خاطر سطح بالای آب در مکونگ، جهت جریان این رود نیز تغییر کرده و آب به دریاچه جریان می‌یابد که در نتیجه آن مساحت دریاچه «تونله ساپ» سه برابر می‌شود. در فصول مرطوب این دریاچه از بزرگترین دریاچه‌های آب شیرین در جنوب شرقی آسیا است.
تقریباً ۷۵ درصد از کامبوج در ارتفاع کمتر از ۱۰۰ متر بالاتر از سطح دریا قرار گرفته‌است. در جنوب غربی کامبوج رشته‌کوه کراوانه واقع شده که بلندترین قله آن «کوه آئورال» با ۱۷۷۱ متر ارتفاع است. این رشته‌کوه دارای شاخه‌ای در امتداد ساحل تا مرز ویتنام است که کوهستان دامرئی (کوهستان فیل) نامیده می‌شود و قلل آن بین ۵۰۰ تا ۱۰۰۰ متر ارتفاع دارند. مرزهای غربی کامبوج با تایلند از یک منطقه کوه و تپه‌ای تشکیل شده که بلندی کوه‌های آن تا حدود ۵۰۰ متر است. در مرز شمالی با تایلند کوه‌های پر فراز و نشیب «دونگرک» با قللی ۷۰۰ متری قرار دارد که پرستشگاه ویهیار پریاه نیز در همین رشته‌کوه واقع است.
تایلند و کامبوج بر سر موضوع مالکیت چند معبد بودایی در مرز دو کشور اختلاف مرزی دارند که به درگیری‌هایی نیز منجر شده‌است.

## توسعهٔ زمین‌شناختی
سرزمین اصلی آسیای جنوب‌شرقی از بلوک‌های قاره‌ای بیگانه‌زاد منشأگرفته از گوندوانا تشکیل شده‌است. این بلوک‌ها شامل بلوک‌های چین جنوبی، هندوچین، سیبوماسو و برمهٔ غربی هستند که در دوران پالئوزوئیک و مزوزوئیک با هم ترکیب شدند و قارهٔ آسیای جنوب‌شرقی را شکل دادند.
ساختار زمین‌شناختی کنونی چین جنوبی و آسیای جنوب‌شرقی، نتیجهٔ برخورد موسوم به «هندوسینی» در آسیای جنوب‌شرقی طی دورهٔ کربنیفر است. پس از رویداد کوه‌زایی هندوسینی، گسترش بلوک هندوچین، شکل‌گیری حوضه‌های کششی و فرونشست گرمایی در اوایل تریاس رخ داد.
بلوک قاره‌ای هندوچین، که با ناحیه درز جینشا‌جیانگ-ایلاوشان از بلوک چین جنوبی جدا می‌شود، از ادغام واحدهای زمین‌شناختی ویت-لائو، خورات-کنتوم، اتارادیت (UTD) و چیانگ‌مای-کچین غربی شکل گرفته‌است؛ همهٔ این واحدها با درز زمین‌شناسی یا مناطق برش‌بر شکل گرفته‌اند.
واحد خورات-کنتوم، شامل غرب لائوس، کامبوج و جنوب ویتنام است و از مجموعه دگرگونی کنتوم، رسوبات دریایی کم‌عمق پالئوزوئیک، سنگ‌های آتشفشانی پرمین بالایی و سنگ‌های رسوبی مزوزوئیک با منشأ خشکی تشکیل شده‌است.
دشت‌های مرکزی عمدتاً از ماسه، رس لوم و خاک رس کواترنری تشکیل شده‌اند؛ در حالی‌که بیشتر نواحی کوهستانی شمالی و مناطق ساحلی عمدتاً از گرانیت کرتاسه، سنگ‌های تریاس و تشکیل‌های ماسه‌سنگی ژوراسیک ساخته شده‌اند.

### National
- Ministry of Land Management Urban Planning and Construction
- Forestry Administration
- Law on Forestry
- law on land use بایگانی‌شده  در ۲۳ سپتامبر ۲۰۱۵ توسط Wayback Machine
- Ministry of Water Resources and Meteorology بایگانی‌شده  در ۷ دسامبر ۲۰۱۴ توسط Wayback Machine
- Tonle Sap Authority
- Economic Land Concession
- Environmental Law
- An Assessment of Cambodia’s Draft Environmental Impact Assessment Law
- Climate Change Department

### International
- National Library of France
- National Aquaculture Legislation
- Cambodia Forestry Outlook Study
- FAO UN
- Mekong River Commission
- NATIONAL ADAPTATION PROGRAMME OF ACTION TO CLIMATE CHANGE (NAPA)
- World reference base for soil resources